# If Tomorrow Comes (miniserie)
If Tomorrow Comes (Si amanece mañana en España) es una miniserie de 1986 de la cadena CBS basada en la novela homónima de Sidney Sheldon, protagonizada por Madolyn Smith, Tom Berenger y David Keith. Está dirigida por Jerry Londres y el guion es de Carmen Culver.

## Resumen
Intentando conseguir justicia para su madre injustamente acusada, Tracy Whitney es engañada por un gánster y enviada a prisión con una condena de 15 años. Allí se endurece, hace amistades y planea su fuga. Cuando ya casi tiene todo preparado abandona su plan para salvar a la joven hija del alcaide que está a punto de ahogarse, ganándose el perdón. Tracy es reclutada por el misterioso Gunther Hartog y se convierte en una ladrona de guante blanco. Durante uno de sus "trabajos" conoce a Jeff Stevens, otro ladrón, por el que se siente atraída pero no confía del todo en él. 

## Reparto
- Madolyn Smith es Tracy Whitney.
- Tom Berenger es Jeff Stevens.
- David Keith es Daniel Cooper.
- Jack Weston es Tío Willie.
- Richard Kiley es Gunther Hartog.
- Liam Neeson es el inspector André Trignant.
- Barry Jenner como Zeller.

## Producción y emisión
Madolyn Smith lució 16 disfraces en su papel de ladrona estafadora y definió la serie como «una telenovela elegante» que «es divertida y emocionante». La miniserie de siete horas fue retransmitida en tres partes en marzo de 1986.

## DVD
If Tomorrow Comes fue liberada en VHS por Anchor Bay en septiembre de 1997 (318 minutos), y en dos DVD por Image Entertainment en marzo de 2011 . En España el DVD fue editado por Cinema International Media en 2014.